# Kahlúa

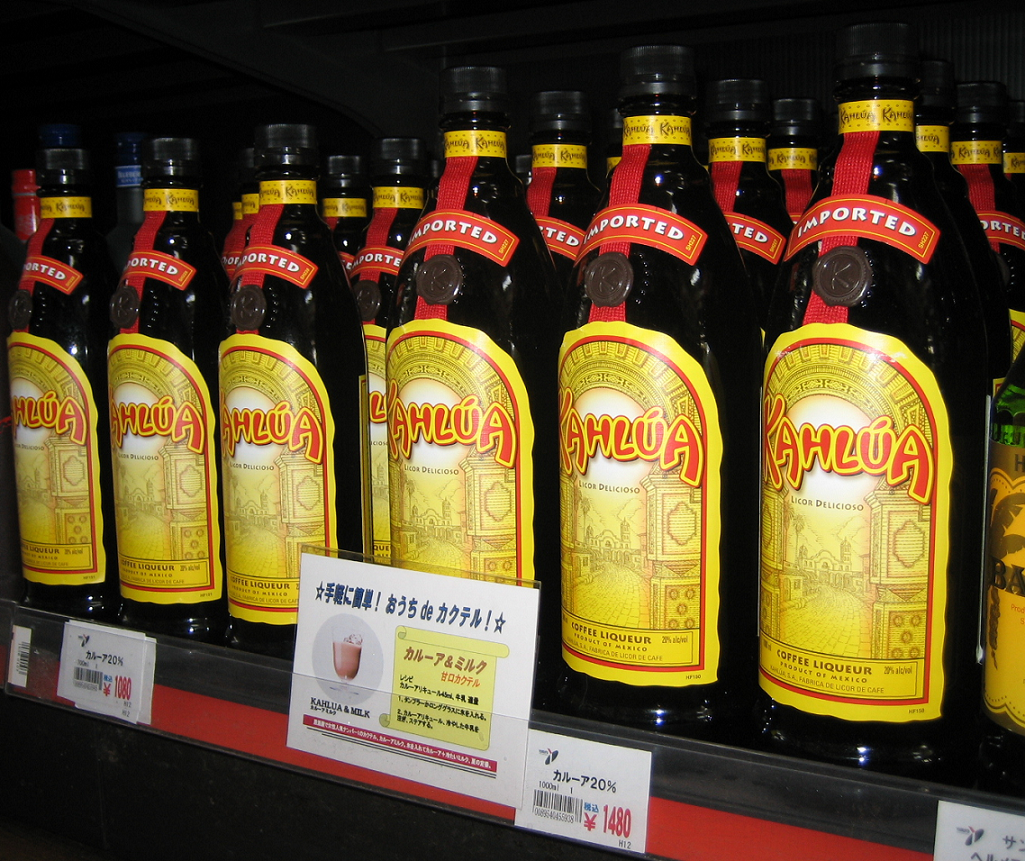
Bouteilles de Kahlúa

Le Kahlúa est une marque commerciale de liqueur à base de café, originaire du Mexique. C'est la liqueur aromatisée au café la plus vendue au monde[Information douteuse].

## Histoire
La liqueur de café serait apparue en Jamaïque au XVIIe siècle.
Allied Domecq, créé en 1994 après le rapprochement de la société britannique Allied Lyons et de la société espagnole Pedro Domecq, produit du Kahlúa depuis 1936 jusqu'à son rachat en 2005 par Pernod Ricard, le premier distributeur mondial de vins et spiritueux (après le rachat en mars 2008 du suédois Vin & Sprit).
Le nom « Kahlúa » a été choisi par le producteur original, Domecq, en essayant de préserver l'identité du produit originaire de Veracruz. « Kahlúa » signifie initialement « Maison des Acolhuas » dans la langue mexicaine Nahuatl.
En 2007, la liqueur a remporté une médaille d'argent à la compétition Internationale des Vins et Spiritueux.

## Composition
Le Kahlúa vendu en France est composé de :
- Eau
- Ethanol (20 %)
- Sucre
- Extrait de café (obtenu à partir de grains de café arabica).

On trouve différentes variétés de Kahlúa dont le taux d'alcool varie entre 20 % et 35 % suivant le pays de vente.
En 2002, une version plus coûteuse nommé Kahlúa Especial est devenu disponible aux États-Unis, au Canada et en Australie. Cette liqueur n'était jusqu'alors disponible qu'en zone hors taxes. Le Kahlúa Especial est fabriqué à partir de grains de café arabica cultivés à Veracruz et contient 36 % d'alcool. Il est moins visqueux et moins doux que la liqueur originale.
C'est en octobre 2007 que furent lancées deux nouvelles liqueurs parfumées à la noisette et à la vanille.

## Cocktails

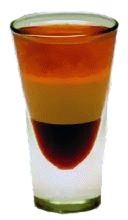
Un cocktail B-52

Le Kahlúa est, au même titre que les autres liqueurs de café, un ingrédient de nombreux cocktails, dont le Russe blanc, mis à l'honneur dans le film The Big Lebowski des frères Coen, ou le B-52, constitué de Kahlúa, Baileys et de Cointreau ; ce dernier est disposé en couches dans un verre à shot et généralement servi enflammé et bu à la paille.